# Tjejsnack
Tjejsnack är en svensk teaterpjäs från 1971 av Suzanne Osten och Margareta Garpe.
Osten och Garpe hade träffats inom kvinnoorganisationen Grupp 8 och Tjejsnack blev deras första samarbete. Osten var då verksam vid Stockholms stadsteater och Garpe journalist på Aftonbladet. De ville göra en pjäs som riktade sig till unga arbetarklasstjejer och den kom att framföras på ungdomsgårdar i Stockholms förorter.  Pjäsen, som hade premiär den 14 oktober 1971,  tematiserade sexualitet, ungdom och könsmakt.
Pjäsen regisserades av Osten med manuskript av henne själv och Garpe. Medverkande skådespelare var Jane Friedmann, Lena Söderblom, Lise-Lotte Nilsson och Lars Hansson.  Musiken skrevs av Gunnar Edander och för kostymen stod Ann Mari Ström. Flera av sångerna från pjäsen, däribland Vi måste höja våra röster, finns på det Grammisbelönade musikalbumet Sånger om kvinnor (1971) och i Sångbok för kvinnor (1973). I april 1972 visade TV2 en dokumentärfilm om pjäsen gjord av Rainer Hartleb.